# Rodalia de Sevilla
La xarxa de Rodalia de Sevilla (Cercanías Sevilla oficialment en castellà) està formada per tres línies en servei, 111 km de vies de ferrocarril i 22 estacions que donen servei a Sevilla, la seva àrea metropolitana i els pobles de la vall del Guadalquivir.
| línia | recorregut                                  | km |
| ----- | ------------------------------------------- | -- |
| C1    | Lora del Río - Sevilla-Santa Justa - Utrera | 86 |
| C3    | Sevilla-Santa Justa - Cazalla-Constantina   | 84 |
| C4    | Circular                                    | 20 |

## Noves línies
Estan projectades dues noves línies: la C-2 i la C-5. La línia C-2 donarà servei a la Isla de la Cartuja amb les següents estacions:
- Sevilla - Santa Justa
- San Jerónimo
- Estadio Olímpico
- Cartuja

La línia C-5 tindrà el següent recorregut:
- Sevilla - Santa Justa
- San Jerónimo
- Camas
- Santiponce
- Salteras-Valencina
- Olivares-Villanueva del Ariscal
- Sanlúcar la Mayor
- Benacazón